# Halsfambakens naturreservat
Halsfambakens naturreservat är ett naturreservat i Österåkers kommun i Stockholms län.
Området är naturskyddat sedan 1974 och är 6 hektar stort. Reservatet omfattar ön Halsfambaken och de angränsande skären Lindfambaksklunsarna. Reservatet består av granskog och klippstränder.